# Sondrey

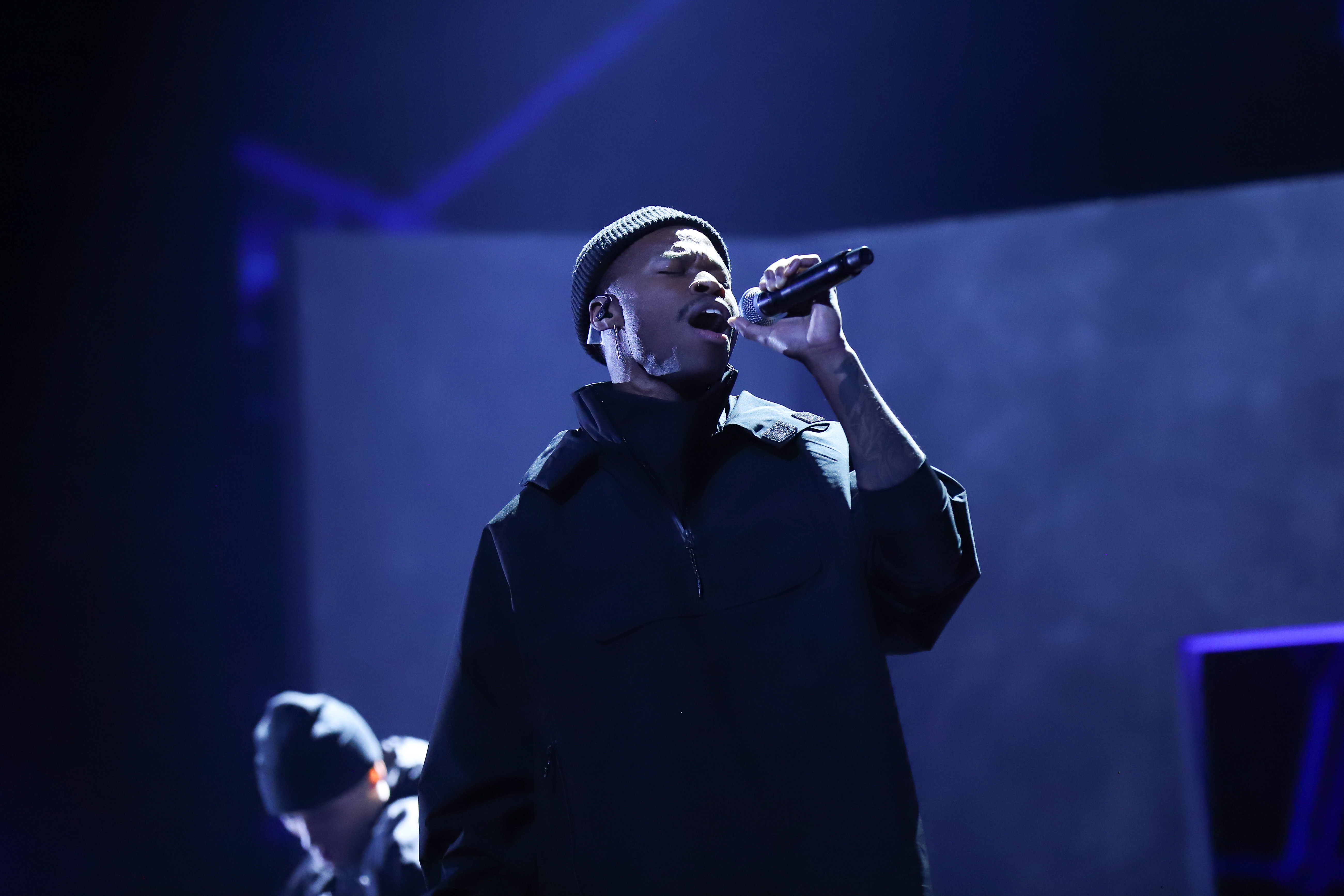
Sondrey, 2025

Sondre Mulongo Nystrøm (* 21. Juni 1994 in Kenia) ist ein norwegischer Sänger, Songwriter und Musicaldarsteller. Er tritt unter dem Künstlernamen Sondrey auf.

## Leben

### Herkunft und Familie
Nystrøm kam im Juni 1994 gemeinsam mit einer Zwillingsschwester am Mount Elgon in Kenia zur Welt. Nachdem ihre Mutter bei der Geburt starb und der Vater die Kinder nicht versorgen konnte, wurden die beiden von ihrem Onkel und einer Nachbarin an ein norwegisches Missionarsehepaar übergeben, das in der Stadt Kitale lebte. Das Ehepaar, das der Pfingstbewegung angehörte, adoptierte die Kinder im Alter von drei Monaten. Sechs Jahre später zog die Familie von Kenia in die norwegische Kommune Øyer im Gudbrandsdalen. Nystrøm lernte in seiner Jugend Schlagzeug, Gitarre und Klavier und begann später mit dem Singen.

### Sprinter
Neben der Musik betrieb Nystrøm Leichtathletik und konkurrierte in den Sprintdisziplinen. Er gehörte einige Zeit der norwegischen Juniorennationalmannschaft an. Im Alter von 19 Jahren wurde er norwegischer Juniorenmeister auf der 200-Meter-Distanz. Seine Sportkarriere beendete er schließlich, um sich auf seine Musikkarriere zu konzentrieren.

### Musikkarriere
Nachdem er damit begonnen hatte, Covervideos auf YouTube zu veröffentlichen, wurde er von Produktionsfirmen von Castingshows kontaktiert. Im Jahr 2016 nahm er an der Castingshow The Stream bei TV 2 teil. Des Weiteren wirkte er an der norwegischen Version von The X Factor mit. Bei der NRK-Musikshow Stjernekamp erreichte er im Jahr 2019 den dritten Platz. Zu dieser Zeit studierte er auch am Lillehammer Institute of Music Production and Industries (LIMPI) in Lillehammer. Im selben Jahr begann er als Musical-Darsteller zu arbeiten.
Im Jahr 2020 nahm Nystrøm am Melodi Grand Prix 2020, dem norwegischen Vorentscheid für den Eurovision Song Contest, teil. Dort war er mit dem Lied Take My Time direkt für das Finale qualifiziert, in dem er sich nicht unter den besten vier Beiträgen platzieren konnte. Im März 2021 veröffentlichte er das Album Insomnia. Neben seiner eigenen Musik wurde er auch als Songwriter für andere Künstler tätig und schrieb unter anderem am Lied Why Not? der K-Pop-Band Loona mit.
Im Jahr 2024 gewann er die achte Staffel der bei TV 2 ausgestrahlten Reality-Serie Farmen kjendis. Im Januar 2025 wurde er mit dem Lied Vagabond als Teilnehmer am Melodi Grand Prix 2025 vorgestellt. Nystrøm wurde als Ersatz für Angelina Jordan, die kurz vor der Bekanntgabe ihre Teilnahme absagte, ins Feld der Teilnehmenden aufgenommen. Er erreichte den siebten Platz. Nystrøm wurde daraufhin für den Eurovision Song Contest 2025 als Backup-Vocalist für die Delegation rund um den norwegischen Vertreter Kyle Alessandro ausgewählt.

## Filmografie
- 2021: Nissene i bingen (Fernsehserie, 24 Folgen)
- 2022: Superhero Academy (Fernsehserie, 13 Folgen)

## Diskografie

### Alben
- 2021: Insomnia